# Sergiu Ciocan
Sergiu Robert Ciocan (Baia Mare, 22 settembre 1998) è un calciatore rumeno, centrocampista del Minaur Baia Mare.

## Caratteristiche tecniche
È un esterno destro.

## Carriera
Cresciuto nel Comuna Recea, trascorre i primi anni di carriera nelle serie inferiori del calcio rumeno prima di passare al Gaz Metan Mediaș nel 2019. Debutta in Liga I il 6 dicembre 2019 giocando il match perso 2-0 contro l'FCSB.

## Statistiche
Statistiche aggiornate al 19 febbraio 2021.

### Presenze e reti nei club
| Stagione        | Squadra          | Campionato      | Campionato | Campionato | Coppe nazionali | Coppe nazionali | Coppe nazionali | Coppe continentali | Coppe continentali | Coppe continentali | Altre coppe | Altre coppe | Altre coppe | Totale | Totale | Totale |
| Stagione        | Squadra          | Comp            | Pres       | Reti       | Comp            | Pres            | Reti            | Comp               | Pres               | Reti               | Comp        | Pres        | Reti        | Pres   | Reti   |        |
| --------------- | ---------------- | --------------- | ---------- | ---------- | --------------- | --------------- | --------------- | ------------------ | ------------------ | ------------------ | ----------- | ----------- | ----------- | ------ | ------ | ------ |
| 2019-2020       | Gaz Metan Mediaș | L1              | 13         | 0          | CR              | 0               | 0               |                    | -                  | -                  |             | -           | -           | 13     | 0      |        |
| 2020-2021       | Gaz Metan Mediaș | L1              | 13         | 2          | CR              | 1               | 0               |                    | -                  | -                  |             | -           | -           | 14     | 2      |        |
| Totale carriera | Totale carriera  | Totale carriera | 26         | 2          |                 | 1               | 0               |                    | -                  | -                  |             | -           | -           | 27     | 2      |        |